# Celepar
Fundada em 24 de Novembro de 1964, a Companhia de Tecnologia da Informação e Comunicação do Paraná (Celepar) é uma sociedade de economia mista do Governo do Estado do Paraná. Foi a primeira empresa pública de tecnologia da informação do Brasil.
Com sede em Curitiba, a companhia, que é vinculada à Casa Civil, atende a estrutura da administração estadual nos 399 municípios paranaenses. 
A empresa desenvolve e opera soluções digitais para o Governo do Estado do Paraná, sociedade e mercado.

## História
Criada pela Lei Estadual 4945 de 30 de outubro de 1964, como Centro Eletrônico de Processamento de Dados do Paraná (cujo acrônimo se manteve - Celepar), é considerada a mais antiga empresa pública de informática no Brasil, constituída por escritura pública, lavrada em 5 de novembro de 1964, durante a gestão do governador Ney Braga.A fundação da companhia está diretamente ligada ao início do ciclo de automação dos processos da administração pública. Os primeiros serviços processados pelo computador Bull Gama 30, com 30 K de memória, foram a folha de pagamento dos funcionários públicos e a contabilidade do Estado. Gradativamente, novos processos foram automatizados.
A Celepar contava com 15 empregados em seu primeiro endereço, na esquina da Avenida Visconde de Guarapuava com a Rua Barão de Rio Branco, em Curitiba (PR). Em 1965, foi construído o prédio histórico, no atual endereço, Rua Mateus Leme, 1561.
Em meados dos anos 70, teve início o ciclo dos sistemas on-line. Grande parte dos processos passou a ser executada diretamente pelos funcionários públicos, por meio de terminais de computador ligados aos computadores centrais da Celepar.
Os anos 80 são marcados pelos microcomputadores. A partir de então, os usuários puderam se interligar aos computadores centrais da Celepar ou realizar tarefas isoladas. Os destaques daquela época foram as planilhas eletrônicas e os processadores de texto.
Nos anos 90, ocorreu a grande revolução da internet. O Governo passou a prestar serviços digitais e se comunicar com a população através de portais de serviços. Os órgãos públicos adotaram o correio eletrônico como ferramenta para a comunicação interna e externa.

## Serviços
A Celepar tem por objeto a prestação de serviços de:
- Consultoria em Tecnologia da Informação e de Gestão;
- Serviços de Rede de Comunicação de Dados;
- Administração de Ambientes Informatizados;
- Operação de Sistemas;
- Desenvolvimento e Manutenção de Sistemas;
- Recursos Computacionais;
- Central de Atendimento a Clientes;
- Inclusão Digital.

## Características
É uma empresa de capital misto, cujo acionista majoritário é o Estado do Paraná. Foi criada com o fim específico de prestar serviços de informática a todos os órgãos e entidades que integram a administração pública estadual. Seus serviços são:
- Integração de sistemas e informações de interesse do governo e de cada órgão individualmente;
- Segurança na manutenção e operação das bases de dados;
- Integridade das informações do governo;
- Organismo que integra as diferentes tecnologias de diferentes fornecedores, provendo a melhor solução para o estado;
- Atuar, por princípio, em conjunto com os órgãos públicos na melhoria dos serviços oferecidos ao cidadão.

A Celepar presta ainda os seguintes serviços junto aos órgãos da administração pública:
- Planejamento de soluções de tecnologia de informação;
- Apoio nos processos de compra de produtos e serviços de informática;
- Suporte técnico a projetos estratégicos de governo.

## Aplicações
- Menor Preço[3]